# Полярная звезда (яхта)
«Полярная звезда» — императорская яхта Александра III и Николая II, затем плавбаза подводных лодок в Советском флоте.

## История создания
В 1884 году по указанию управляющего Морским министерством адмирала И. А. Шестакова началось проектирование крейсерской яхты с соответствующим артиллерийским вооружением, которая в мирное время была бы способна «вполне отвечать всем требованиям службы современной императорской яхты».
«Полярная звезда» была заложена на Балтийском судостроительном заводе 20 мая 1888 года в присутствии императорской четы и высших должностных лиц Морского министерства, спущена на воду 19 мая 1890 года. После швартовных и ходовых испытаний в марте 1891 года принята в состав кораблей Балтийского флота и причислена к Гвардейскому экипажу.

## Конструкция
Императорские покои по своей художественной ценности и комфорту не уступали дворцовым. Обшивка помещений и мебель были изготовлены петербургской фабрикой А. Ф. Свирского. На борту яхты были церковь и даже коровник с каютой для коровницы.

Величественно входила в небольшой копенгагенский порт темно-синяя красавица — яхта «Полярная звезда», окаймленная по борту массивным золотым канатом. Перед ней бледнела её соперница, стоявшая тут же на рейде, — яхта английской королевы Александры, сестры Марии Фёдоровны.— А.А.Игнатьев. Пятьдесят лет в строю

## Технические характеристики
- Водоизмещение: 3949 тонн
- Размерения: 106,5 х 13,8 х 5,2 м.
- Силовая установка: 2 х вертикальные паровые машины тройного расширения, 2 винта
- Суммарная мощность силовой установки: 6000 л. с.
- Скорость: 17 узлов
- Вооружение: 4 х 47-мм пушки Гочкиса
- Экипаж: 349 человек, 50 человек прислуги

## Служба на флоте
В 1891—1914 годах яхта обслуживала императорскую семью во время визитов в столицы государств Европы, принимала участие в смотрах Балтийского флота и торжественных встречах глав иностранных государств.
Летом 1905 года на борту яхты был подписан Бьеркский договор между германским императором Вильгельмом II и Николаем II.
В 1905—1914 годах яхта ходила под брейд-вымпелом вдовствующей императрицы Марии Фёдоровны, ежегодно совершая плавания в Копенгаген.
Во время Первой мировой войны яхта стояла в Петрограде, а в начале июня 1917 года перешла в Гельсингфорс, где на ней разместился Центральный Комитет Балтийского флота. Командир яхты, капитан 1-го ранга М. М. Лялин, стал первым выборным командующим Балтийским флотом. В сентябре—октябре 1917 года на яхте проходил II съезд представителей Балтийского флота. В 1918 году приняла участие в Ледовом походе Балтийского флота.
С 1920 года находилась на консервации.
В начале 1930-х годов переоборудована в плавучую базу подводных лодок. Паровые машины были заменены дизелями (котлы оставлены для отопления), передняя дымовая труба демонтирована, установлены новые лёгкие мачты, однако внутренняя отделка многих помещений сохранилась. 20 августа 1936 года на яхте был поднят военно-морской флаг СССР.
Во время Зимней войны выполняла роль плавбазы 2-й бригады подводных лодок (командир — капитан 3-го ранга И. О. Иванов, военком — старший политрук С. Я. Катков). Дислоцировалась в Минной гавани Таллина, обеспечивая выходы подводных лодок на боевые задания. В бывшем царском салоне проходили заседания Военного Совета Балтийского флота.
В начале июля 1941 года вместе с подводными лодками перешла в Усть-Лугу, а затем в Ленинград. С 1942 года плавбаза 3-го дивизиона подводных лодок. В 1941 стояла на Неве напротив Зимнего дворца и снабжала электроэнергией помещения Эрмитажа. В 1944 дислоцировалась в Турку и обеспечивала боевую деятельность бригады подводных лодок.

## Дальнейшая служба
Я попал в Болдерая (пригород Риги, где в небольшом заливчике стояла бригада подводных лодок Балтфлота). Мне довелось служить дальше на плавбазе «Полярная звезда». Это был комфортабельный корабль с богатой историей. Построен он был в Германии как яхта русского царя. И долго семья царя пользовалась яхтой, а после революции на яхте располагался штаб революционных моряков Балтийского Флота. Перед Отечественной войной яхту переоборудовали под плавбазу подлодок. Потом на палубе установили зенитное вооружение, американское (на носу три 76-мм зенитных орудий, на мостиках в носу и корме стояло несколько автоматических пушек 20-мм «Эрликон» и несколько спаренных 12,7-мм пулеметов «Кольт»). Всё это во время учений создавало сильный грохот и довольно плотный зенитный огонь. Мне пришлось управлять 76-мм орудиями и «Эрликонами». Когда мы молодые поднялись по трапу на палубу «Полярной звезды» там в это время служили «старички» еще довоенного призыва, мечтающие демобилизоваться. Мы были хорошо приняты, к нам по доброму относились все и начали нас быстро учить умению управлять всеми боевыми постами. Жили мы все матросы в носовом кубрике. Спали в двухъярусных подвесных койках с пробковыми матрасами или на так называемых рундуках, т.е. идущих вдоль бортов высоких деревянных ларях, внутрь которых на день прятались все постельные принадлежности и все наши вещи. Подвесные койки связывались на день и укладывались в специальные места на растрах, на полубаке по обоим бортам верхней палубы. Жить мы стали в нормальных человеческих условиях: спали на чистых простынях, одеты были в приличную чистую одежду. Во всех помещениях была идеальная чистота за которой следили все, начиная с командира корабля. Чистоту наводили мы своими руками. Приборки были три раза в день: утром, перед обедом и перед ужином. Верхняя палуба у нас была из досох с проконопаченными пазами. Так вот эту палубу мы драили песком и мыли водой до желтизны. Всегда было приятно выйти наверх. Иногда нам разрешали на верхней палубе сидеть, играть в игры, лежать и даже ночью располагать свои кровати. Гальюн (туалет) был в носу в виде двух широких толстых досок с прорезями для сидений вместо унитазов. Под досками шумели потоки воды всё смывающие за борт тут же. Чистота была в гальюне хирургическая, никаких запахов, плюс хорошая вытяжка, часто на досках-сиденьях гальюна играли в шахматы и вообще не считалось зазорным посидеть и побеседовать, а не только отправлять естественные надобности. Все офицеры имели отдельные каюты на одного-двух человек, как купе в вагонах. В каютах обязательно столик, умывальник и иллюминатор – как окно в комнате, только иллюминаторы у нас были круглые задраиваемые изнутри стальными крышками при переходах и штормах. В носовой надстройке наверху были каюты командования дивизиона и бригады двух-трехкомнатные со всеми удобствами. Камбузы-кухни было два т.е. для матросов и старшин, и для офицеров. Меню были разные, матросов кормили лучше, а офицеров скромнее, т.к. они оплачивали свои обеды из своего денежного содержания. На завтрак у нас был чай с сахаром, кусок хлеба и кусочек масла. Обед был из трёх блюд с обязательным мясным блюдом. Был еще поздно вечером вечерний чай с сахаром и хлебом, и всё. Мы, наконец, на корабле были всегда сыты и не смотрели на мир голодными глазами. Если в обед не наешься, то можно было подбежать к окошку камбуза и попросить добавку. Там же коками-поварами трудились наши товарищи (на офицерском Иван Бондарев, на матросском – Лешка Осипов). Хорошие были товарищи. Через некоторое время по воли начальства меня отобрали по каким-то данным, пропустили через медосмотр и назначили постоянным дежурным по камбузу – ответственным за приготовление пищи. Я дежурил до демобилизации через три дня на четвертый с раннего утра до позднего вечера, до полной уборки камбуза. Зато я не ходил на другие вахты и дежурства. Скоро нас обучили управляться с орудием и снарядами. Изучили мы устройство американской техники. Я стал правым и левым наводчиком. На 76-мм орудии две системы наводки (по вертикали и горизонтали). И когда оба перекрестья совпадают с целью правый наводчик нажимает ногой педаль спуска. Следует выстрел. Кроме того, я стал заряжающим и выучился на командира орудия. Неприятно было огромным шомполом драить пушечный ствол после стрельб да что делать… Стреляли мы и по надводной цели (таскаемый буксиром щит из дерева и редкой ткани), и по воздушной (так называемая «колбаса» - длинный парусиновый мешок на очень длинном тросе вслед за самолетом. Однажды мы снарядом перебили трос, и самолет улетел на базу. А другой раз было, что снаряд разорвался близко от самолета, летчик заругался по радио и отказался с нами работать – улетел на базу. Всякие ситуации бывают и в мирное время. Постепенно ушли с корабля все «старички». и незаметно на корабле уже мы стали самыми старыми морскими волками. Через несколько лет пришла молодежь и мы стали передавать свои знания молодым и сами мечтать о демобилизации. Но это было нескоро.
— из мемуаров Глуховского Василия Николаевича, служившего на яхте сразу после ВОВ
В 1954 году переоборудована в плавказарму, в 1961 году в корабль-мишень для испытания противокорабельных ракет.
В октябре-ноябре 1961 года, при испытании противокорабельных ракет, затонула в Рижском заливе на полигоне Балтийского флота (район островов Кихну, Рухну). Глубины в этом месте столь малые, что севшая на грунт «Полярная звезда» оказалась затопленной по дымогарные трубы. Окончательная судьба неизвестна (по некоторым данным сдана на слом в начале 1970-х годов).

## Новейшая история
В сентябре 2011 года иллюминатор с «Полярной звезды», снятый с корпуса яхты при её утилизации одним из рабочих в частном порядке, был передан представителю Объединения членов рода Романовых в Санкт-Петербурге.